# Marcin Mucha
Marcin Ireneusz Mucha (ur. 8 czerwca 1976) – polski informatyk, doktor habilitowany nauk matematycznych. Specjalizuje się w analizie algorytmów. Adiunkt Instytutu Informatyki Wydziału Matematyki, Informatyki i Mechaniki Uniwersytetu Warszawskiego.
Absolwent informatyki oraz matematyki (2001). Stopień doktorski uzyskał na Wydziale Matematyki, Informatyki i Mechaniki UW w 2005 na podstawie pracy pt. Znajdowanie najliczniejszych skojarzeń za pomocą eliminacji Gaussa, przygotowanej pod kierunkiem Krzysztofa Diksa. Habilitował się w 2013 na podstawie oceny dorobku naukowego i rozprawy pt. Algorytmy aproksymacyjne dla problemu komiwojażera i problemów pokrewnych.
Swoje prace publikował w takich czasopismach jak m.in. „Theoretical Computer Science”, „Theory of Computing Systems”, „Mathematics of Operations Research” oraz „Algorithmica”.